# Stowarzyszenie Miłośników Literatury i Placka z Kartoflanych Obierek
Stowarzyszenie Miłośników Literatury i Placka z Kartoflanych Obierek (ang. The Guernsey Literary and Potato Peel Pie Society) – brytyjsko-francuski dramat kostiumowy z 2018 roku w reżyserii Mike'a Newella. Ekranizacja wydanej dziesięć lat wcześniej powieści pod tym samym tytułem autorstwa Mary Ann Shaffer i Annie Barrows. 

## Opis fabuły
W czasie II wojny światowej wyspa Guernsey znajduje się pod brutalną, niemiecką okupacją. Pewnego wieczoru grupa mieszkańców organizuje nielegalne spotkanie, podczas którego jedzą mięso ukrytej przed konfiskatą świni, a także piją wytwarzany pokątnie gin i raczą się plackiem z kartoflanych obierek, autorską potrawą naczelnika miejscowej poczty. Wracają do domów pomimo obowiązywania godziny policyjnej, lecz zostają zatrzymani przez niemiecki patrol. Chcąc uniknąć surowych konsekwencji, wymyślają na poczekaniu kłamstwo, iż wracają ze spotkania Stowarzyszenia Miłośników Literatury i Placka z Kartoflanych Obierek. Niemiecki oficer puszcza ich wolno, lecz nakazuje niezwłocznie dokonać oficjalnej rejestracji owego Stowarzyszenia. Szybko uzyskuje ono formalną zgodę okupantów na prowadzenie domowych wieczorków literackich, które stają się dla jego członków odskocznią od strasznej codzienności. 
Kilkanaście miesięcy po zakończeniu wojny, w 1946 roku, młoda londyńska pisarka Juliet Ashton szuka tematu na artykuł, który zamówił u niej prestiżowy dziennik The Times. Przypadkowo dowiaduje się o Stowarzyszeniu i wyrusza na Guernsey, aby poznać jego członków i opisać ich historię. Niechcący zaczyna jednak rozdrapywać rany i odkrywać skrzętnie chowane dotąd tajemnice wyspiarskiej społeczności. 

## Obsada
- Lily James jako Juliet Ashton
- Michiel Huisman jako Dawsey Adams
- Glen Powell jako Mark Reynolds
- Jessica Brown Findlay jako Elizabeth McKenna
- Katherine Parkinson jako Isola Pribby
- Matthew Goode jako Sidney Stark
- Tom Courtenay jako Eben Ramsey
- Penelope Wilton jako Amelia Maugery
- Bronagh Gallagher jako Charlotte Stimple

## Produkcja i dystrybucja
Choć znaczna część akcji filmu rozgrywa się na Guernsey, zdjęcia nie były tam realizowane. Większość scen plenerowych została nakręcona w angielskim hrabstwie Devon (miasteczka Clovelly i Bideford, Hartland Abbey, plaża Saunton Sands), a także na portowym nabrzeżu w Bristolu. Zdjęcia rozpoczęły się 21 marca 2017 roku, zaś zakończenie ich zasadniczej części miało miejsce 15 maja tego samego roku. 
Uroczysta premiera odbyła się 9 kwietnia 2018 roku w Londynie. Począwszy od 19 kwietnia obraz wchodził do kin w kolejnych krajach. W Polsce nie był wyświetlany w kinach, lecz ukazał się od razu w postaci materiału VOD na platformie Netflix. Pierwszym dniem jego dostępności tą drogą był 10 sierpnia 2018 roku. 